# Metopobactrus nodicornis
Metopobactrus nodicornis is een spinnensoort in de taxonomische indeling van de hangmatspinnen (Linyphiidae).
Het dier behoort tot het geslacht Metopobactrus. De wetenschappelijke naam van de soort werd voor het eerst geldig gepubliceerd in 1927 door Ehrenfried Schenkel-Haas.